# Kimi Panayotopoulos
Kimi Panayotopoulos (19 dicembre 2001) è un giocatore di football americano svizzero che gioca nel ruolo di linebacker per i Luzern Lions.